# Paul Delouvrier
Paul Delouvrier (Remiremont, Gran Este; 25 de junio de 1914-Provins, Isla de Francia; 16 de enero de 1995) fue un alto funcionario y economista francés de la IV y la V República. Fue uno de los principales artífices de la planificación que remodeló Francia durante las Trente Glorieuses o la edad de oro del capitalismo. Fue galardonado con el Premio Erasmus en 1985, año en que el tema del premio era el Desarrollo Urbano.

## Biografía
Paul Delouvrier nació en Remiremont, en los Vosgos, al este de Francia. Participó activamente en la Resistencia francesa y en la liberación de París en 1944.
Después de la guerra, ocupó varios puestos financieros y económicos y formó parte del «equipo joven y brillante» reunido por Jean Monnet para planificar la recuperación de Francia en la posguerra y, más tarde, la integración económica en Europa Occidental.
Delouvrier trabajaba en Luxemburgo dirigiendo la división de finanzas de la Comunidad Europea del Carbón y del Acero cuando el Primer Ministro francés, Charles De Gaulle, le pidió que sustituyera a los militares como su jefe ejecutivo en Argelia. Como gobernador de diciembre de 1958 a noviembre de 1960, durante la guerra de la Independencia de Argelia, su tarea consistió en preparar la transición al régimen civil y poner en marcha un ambicioso programa económico y social para el país.
De 1961 a 1969 fue el principal representante del Gobierno francés para la región de París, donde estableció las bases del Plan Director para el desarrollo de la zona. Trazó nuevas ciudades satélites y se le atribuye la creación de una eficiente red de cercanías que alimenta el sistema del metro de París.
En 1969 fue elegido presidente de Electricité de France, la compañía eléctrica controlada por el Estado francés. A partir de 1979, fue Presidente de l'Etablissement public du Parc de La Villette, el parque cultural y científico construido en los antiguos mataderos de París.